# Larisa Vinčaitė
Larisa Vinčaitė (Klaipėda, 14 febbraio 1948) è un'ex cestista sovietica.

## Carriera
Con l'Unione Sovietica ha disputato i Campionati mondiali del 1971.